# Maddock (Dakota del Norte)
Maddock es una ciudad ubicada en el condado de Benson en el estado estadounidense de Dakota del Norte. En el censo de 2010 tenía una población de 382 habitantes y una densidad poblacional de 166,28 personas por km².

## Geografía
Maddock se encuentra ubicada en las coordenadas 47°57′45″N 99°31′45″O / 47.96250, -99.52917. Según la Oficina del Censo de los Estados Unidos, Maddock tiene una superficie total de 2.3 km², de la cual 2.3 km² corresponden a tierra firme y (0%) 0 km² es agua.

## Demografía
Según el censo de 2010, había 382 personas residiendo en Maddock. La densidad de población era de 166,28 hab./km². De los 382 habitantes, Maddock estaba compuesto por el 95.55% blancos, el 0.26% eran afroamericanos, el 3.14% eran amerindios, el 0.26% eran asiáticos, el 0% eran isleños del Pacífico, el 0% eran de otras razas y el 0.79% pertenecían a dos o más razas. Del total de la población el 1.57% eran hispanos o latinos de cualquier raza.